# عالم افتراضي

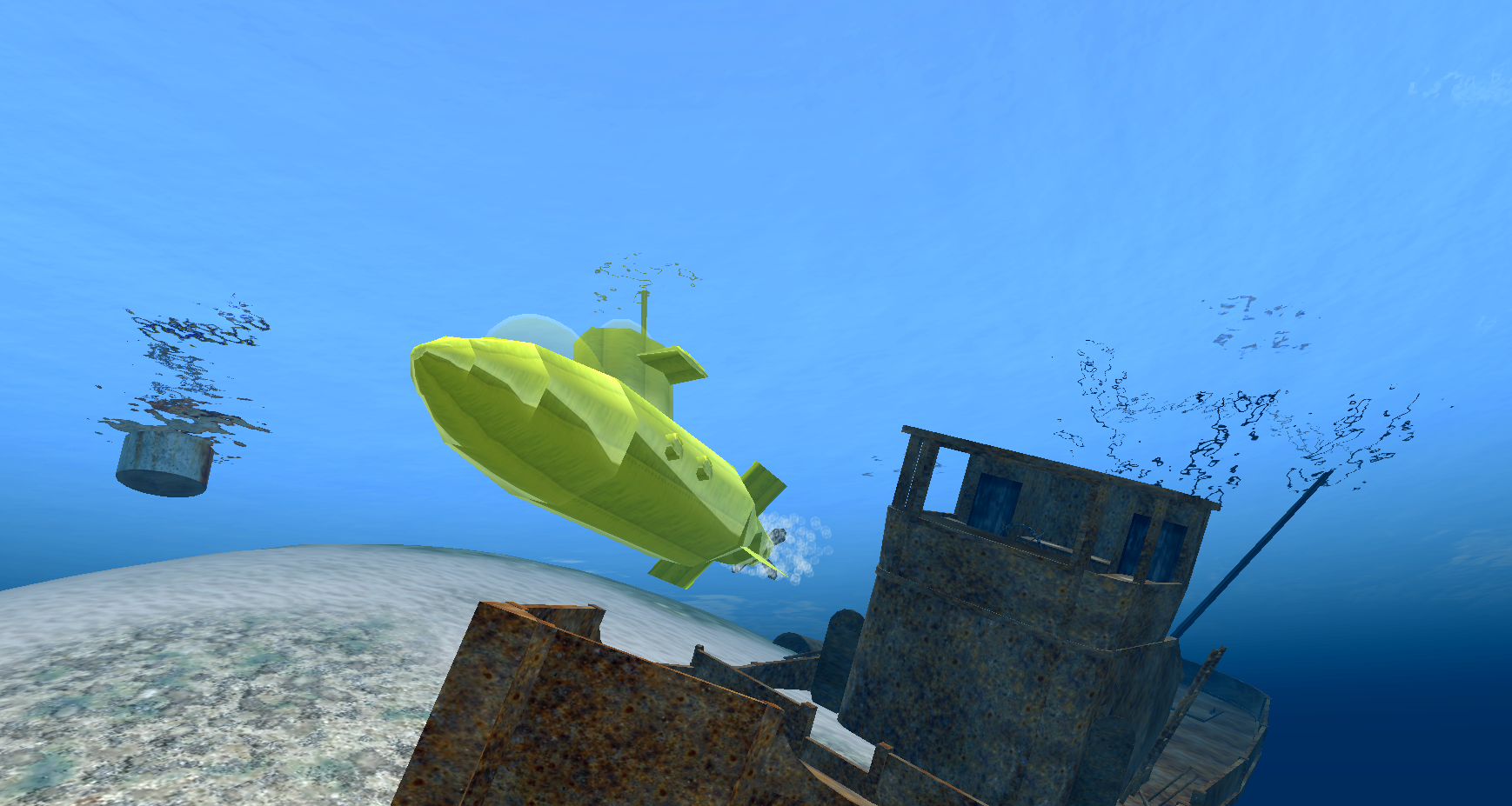

العالم الافتراضي (بالإنجليزية: Virtual world)‏ هو محاكاة حاسوبية عادة ما تكون في صورة بيئة ثنائية أوثلاثية الأبعاد. مستخدمي العالم الافتراضي لهم ما يسمى بالشخصية الافتراضية أو المجسّد (بالإنجليزية: Avatar)‏، ومن خلال الشخصيات الافتراضية يمكن للمستخدم التعامل مع البيئة الافتراضية المحيطة به وأيضا التعامل مع الشخصيات الافتراضية للمستخدمين الآخرين.
معظم العوالم الافتراضية تستعمل في ألعاب تقمّص الأدوار كثيفة اللاعبين على الإنترنت.

## أمثلة
- جوجل لايفلي
- سيكند لايف
- بانفو